# Encyclopédie nouvelle

L'Encyclopédie nouvelle: Dictionnaire philosophique, scientifique, littéraire et industriel, offrant le tableau des connaissances humaines au XIXe siècle est une encyclopédie française en huit volumes écrits par Pierre Leroux et Jean Reynaud et publiés de 1834 à 1847 par Charles Furne, également éditeur de Balzac. 
Elle parut d'abord en fascicules puis en volumes reliés. Le volume 1 (daté 1836, bien que les premiers fascicules aient paru en 1834) couvrait A-Ari; volume 2, Ari-Bos; volume 3, Bot-Cons; volume 4, Const-Épic; et le volume 8, Sap-Zor. Les volumes 5 à 7 ne furent jamais terminés, mais les fascicules déjà parus qui auraient dû entrer dans ces volumes furent reliés ensemble en un volume couvrant Episc-Force et Organog-Phil.
Une version antérieure est l’Encyclopédie Pittoresque, tome premier, (A-Ari), par P. Leroux, J. Reynaud novembre 1834,  827 p imprim. de Bourgogne et Martinet, rue du Colombier, Paris. Plusieurs articles semblent avoir été rédigés par Carl Ritter même si sa Géographie générale comparée (Die Erdkunde en version originale), ne sera publiée qu’en 1837.